# Szaolin

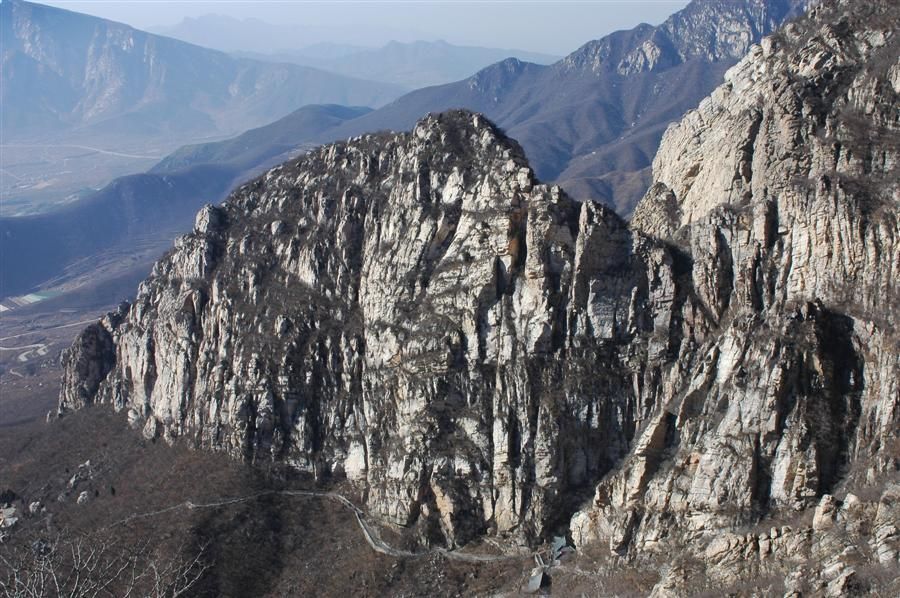
Jeden ze szczytów pasma Song

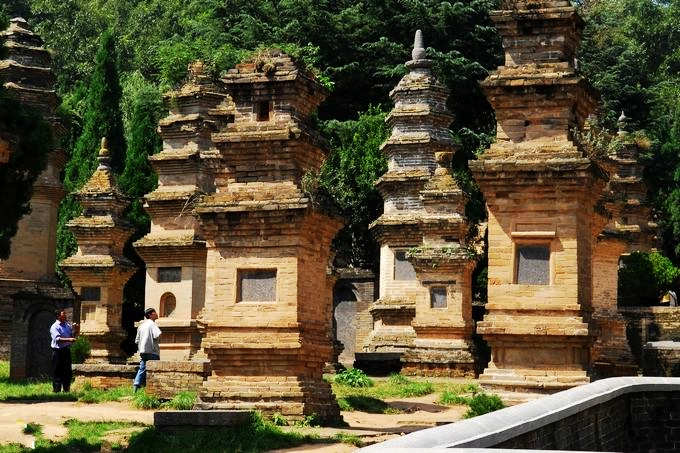
Znajdujący się przy klasztorze „las pagód”

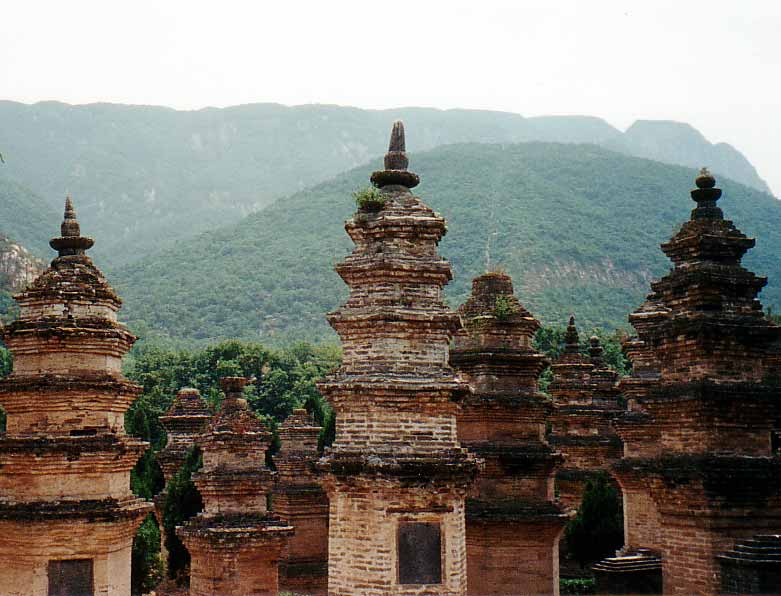
Pagody na tle górskiej panoramy

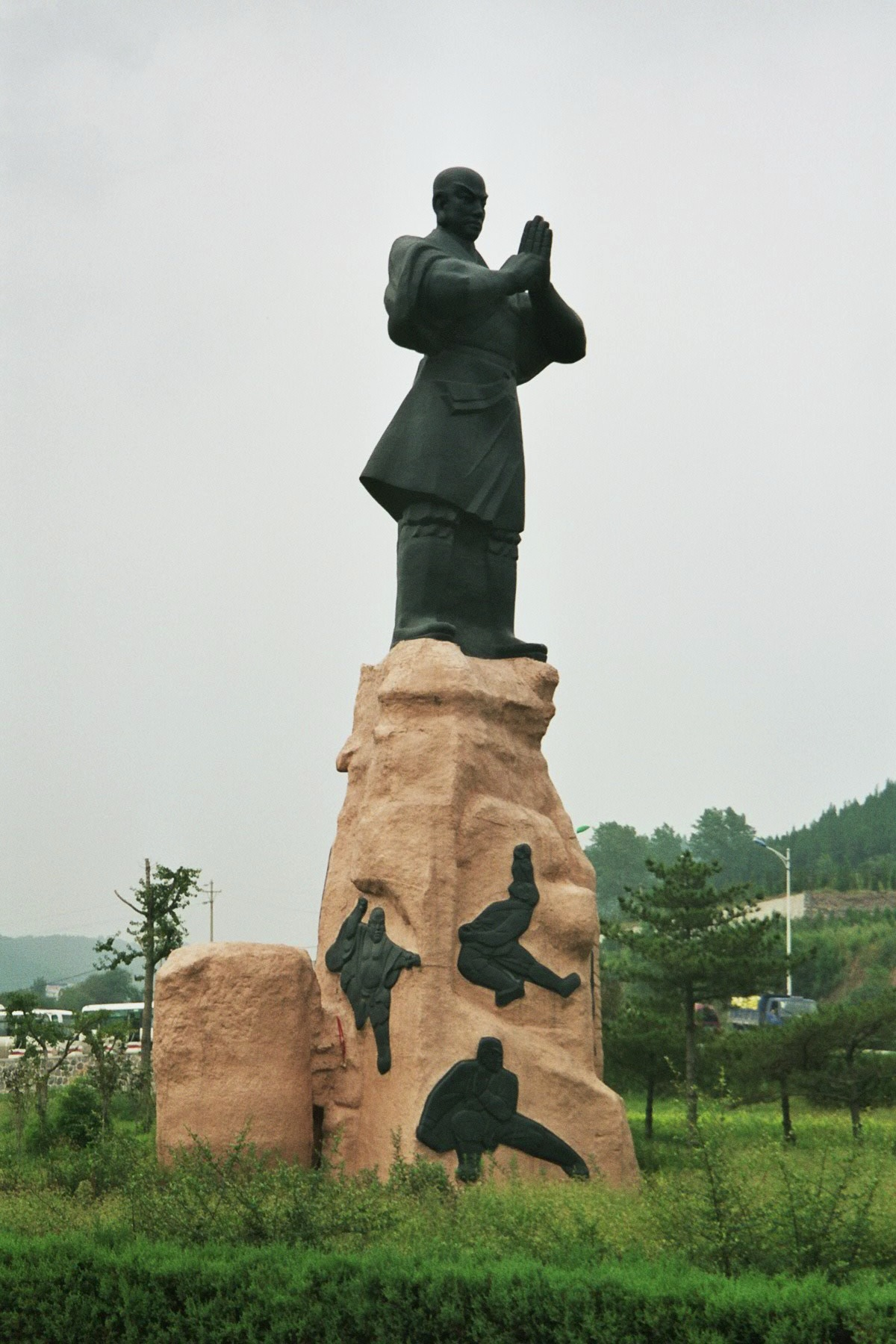
Pomnik przy wejściu do klasztoru

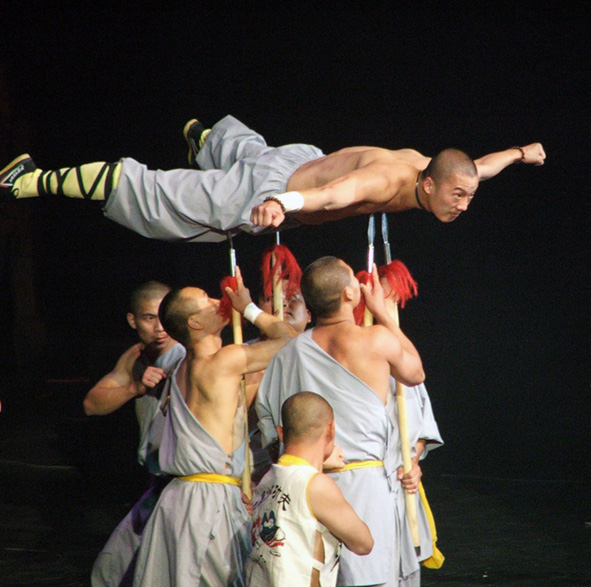
Demonstracja Hard Qigong podczas spektaklu wushu

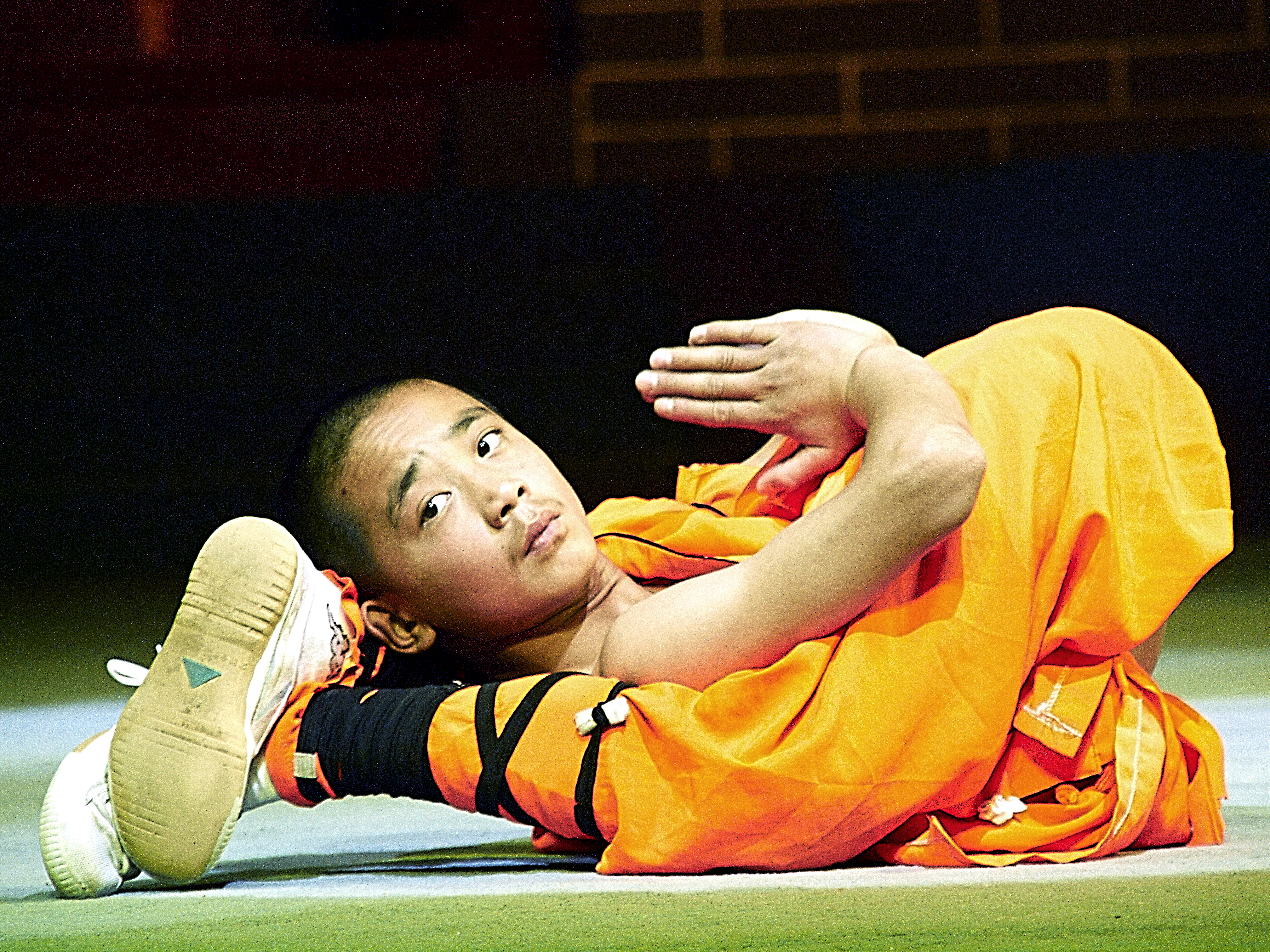
Demonstracja gimnastyczna podczas spektaklu wushu

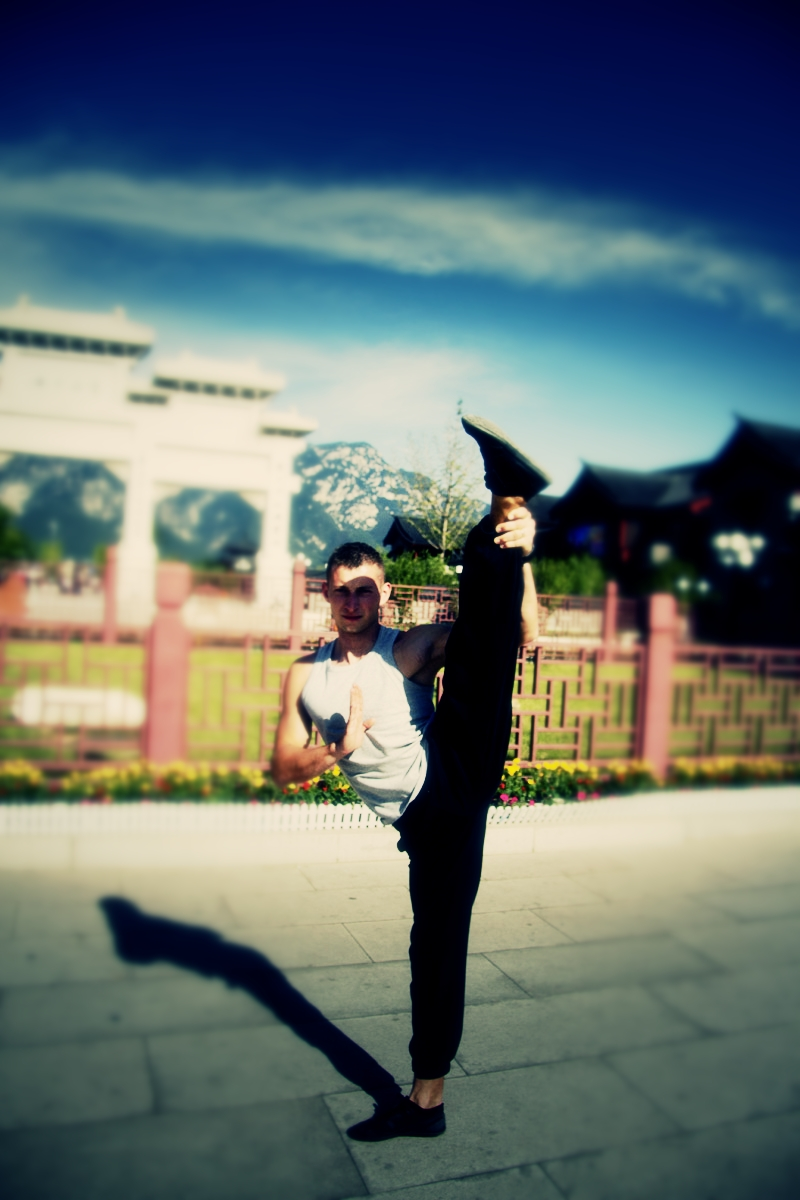
Prezentacja gimnastyczna

Szaolin (chiń. 少林寺; pinyin Shàolín Sì) – świątynia buddyjska wybudowana w 495 roku, znajdująca się w Chinach, w prowincji Henan. Historyczny ośrodek buddyzmu mahajana i sekty chan, miejsce legendarne dla chińskich sztuk walki, obecnie ważny ośrodek turystyczny. W roku 2010 klasztor i znajdujące się w jego pobliżu pagody (oraz inne zabytki w okolicy) zostały wpisane na listę światowego dziedzictwa UNESCO.

## Lokalizacja geograficzna
Klasztor jest usytuowany w górzystej strefie rozciągającej się pomiędzy Zhengzhou na wschodzie (stolica prowincji Henan) a Luoyang na zachodzie (historyczna stolica wielu dynastii), w odległości ok. 13 km na północny zachód od miasteczka Dengfeng. Odległość od Zhengzhou wynosi 72,5 km (ok. dwie godziny drogi busem turystycznym). W pobliżu klasztoru przebiega trasa G207, przy której znajduje się przystanek autobusowy o nazwie „Klasztor Shaolin”. Bezpośredni dojazd do klasztoru ma miejsce poprzez zjazd z tej trasy.
Górzysta strefa rozciągająca się pomiędzy Zhengzhou a Luoyang składa się z dwóch głównych pasm górskich i łącznie liczy ponad 70 szczytów. Klasztor znajduje się w zachodniej części pasma górskiego Song (chiń.: 嵩山 Sōngshān). Najwyższym okolicznym wzniesieniem, znajdującym się mniej więcej w linii prostej pomiędzy klasztorem a miasteczkiem Dengfeng, jest Shaoshi (1512 m.; chiń. 少室山 Shàoshìshān), stąd zwykle twierdzi się, że klasztor leży u podnóża Shaoshi. Od nazwy tej góry pochodzi też nazwa klasztoru. Shaolin Si (chiń.: 少林寺) dosłownie oznacza „świątynię w lasach Shaoshi”, gdzie shào (少) to nawiązanie do nazwy góry, lín (林) oznacza „las”, zaś sì (寺) oznacza „świątynię”.
Poszczególne szczyty tych gór rzadko jednak są wymieniane z nazwy, a pasmo Song raczej jest traktowane jako jedna całość. W takim właśnie rozumieniu dla pierwotnych wierzeń ludowych, a później też i dla taoizmu, Song jest jednym z pięciu świętych wzniesień. Stąd też na tym terenie lokowano również inne obiekty sakralne, zarówno buddyjskie i taoistyczne. Współcześnie cały ten teren jest parkiem narodowym, licznie odwiedzanym przez turystów.

## Zarys historyczny
Klasztor został utworzony dla indyjskiego misjonarza Buddhabhadry zwanego w języku chińskim Fótuóbátuóluó (佛陀跋陀罗), a w skrócie Batuo (跋陀), związanego z nurtem buddyjskich medytacji dhjana, na rozkaz cesarza Xiaowena (拓拔宏; 467 – 499 n.e.) z północnej dynastii Wei. Był on założycielem pierwszej linii przekazu w klasztorze, która skończyła się z przybyciem Bodhidharmy. W VI wieku przybył z Indii kolejny misjonarz, Bodhidharma (sanskryt: बोधिधर्म) nazywany w Chinach w uproszczeniu „Damo” (chiń. upr.: 达摩, chiń. trad.: 達摩, a w pełnym brzmieniu: 菩提達摩, Pútídámó). Założył on drugą linię przekazu klasztoru. Kontynuował w klasztorze rozwój buddyzmu chan (zen), skoncentrowanego przede wszystkim na medytacji, a w mniejszym stopniu na treściach filozoficzno-religijnych, który w Chinach został następnie silnie przekształcony i powiązany z chińską filozofią taoistyczną.
Założycielem trzeciej linii przekazu w klasztoru był Xueting Fuyu (chiń. 雪庭福裕 pinyin Xuětíng Fúyù; 1203-1275), uczeń Wansonga Xingxiu (chiń. 万松行秀, pinyin Wànsōng Xíngxiù; 1166-1246). Xueting był opatem klasztoru i przyczynił się do jego ożywienia po okresie stagnacji. Ta linia przetrwała do dzisiejszych czasów i jest ona związana ze szkołą caodong. Obecnym opatem jest od 1999 roku Shi Yongxin (chiń. 释永信, pinyin Shì Yǒngxìn).
W późnym okresie dynastii Ming mnisi tego klasztoru formowali zbrojne oddziały milicji najemnie służące generałom Cesarstwa. Choć formowanie takich oddziałów było powszechne także w innych klasztorach, a przede wszystkim w świeckich ośrodkach wiejskich, to właśnie klasztor Shaolin obrósł legendą znakomitych żołnierzy i miejsca, w jakim chińskie sztuki walki (wushu, kung-fu) dopracowano do perfekcji, a nawet w nim je stworzono.
W czasach nowożytnych klasztor był dwukrotnie niszczony, w pierwszej i drugiej połowie XX wieku. Najpierw w roku 1928 został prawie doszczętnie spalony przez oddziały zbuntowanego dowódcy wojskowego (militarysty, ang. warlorda) Shi Yousana. Później ponownie został zniszczony przez czerwonogwardzistów Mao Zedonga w trakcie Rewolucji kulturalnej.
W ChRL maoizm w ogóle negatywnie ustosunkowywał się do życia religijnego i tradycji narodowych, zaś sami wyznawcy buddyzmu, a szczególnie mnisi, byli represjonowani. Także sztuki walki były poddane represjom, jako „feudalne” narzędzie „kontrrewolucjonistów”, aby ostatecznie zostać przemianowane na poddaną centralnej, partyjnej kontroli gimnastykę wyczynową. Zmiany nastąpiły wraz z wprowadzeniem w latach 80. XX wieku większych swobód wyznaniowych i gospodarczych w celu pozyskiwania kapitału zagranicznego – polityki „otwartych drzwi” Deng Xiaopinga. Zmieniono też politykę względem tradycji narodowych, w tym i sztuk walki, które zaczęto oficjalnie i szeroko promować jako sportowe wushu. Dzięki legendzie o roli klasztoru dla chińskich sztuk walki i na fali popularności chińskich sztuk walki w popkulturze, w latach 80 XX. władze ChRL również odrestaurowały i ponownie uruchomiły klasztor, jako centrum promocji kulturowej i turystycznej.

## Klasztor współcześnie

### Promocja kultury narodowej
W klasztorze rezydują prawdziwi mnisi, zajęci sprawami religijnymi, jednakże turyści nie mają do nich żadnego dostępu. Mnisi pełniący funkcje administracyjne są profesjonalnie wyedukowanymi menadżerami, zaś kluczową rolę odgrywa utworzona w 1987 roku grupa pokazowa zawodowych atletów, nawiązująca do historii „strażników” świątyni, zbrojnej milicji formowanej przy klasztorze. Grupa początkowo nosiła nazwę „Zespół Wushu z Shaolin”, a od 1989 działa jako „Mnisi Korpus Kungfu z Shaolin” (w j. ang. Shaolin Kungfu Monk Corps). Daje widowiskowe pokazy akrobacji i współczesnego wushu, głównie na miejscu przed zorganizowanymi grupami turystycznymi, rzadziej wyjazdowo.
Przykładowe pokazy wyjazdowe:
- 2000 rok: w Libanie dla tamtejszej głowy państwa
- 2007 rok: w Moskwie w ramach oficjalnej wizyty władz ChRL; delegacja mnichów została przyjęta przez Władimira Putina na Kremlu
- 2009 rok: przedstawienie w Paryżu w ramach Festiwalu Zróżnicowania Kulturowego UNESCO

Pokazy te są bardzo teatralne i mało mają wspólnego z autentycznymi sztukami walki. Na zachodnich dziennikarzach wrażenie robi szczególnie utrzymywanie ciężaru ciała jedynie na jednym ostrym grocie oraz rozbijanie metalowych sztabek o głowę, Hard Quigong. Wbrew oczekiwaniom władz ChRL, grupa pokazowa nie angażuje się jednak w promocję nowoczesnego sportowego wushu jako dyscypliny olimpijskiej, odmawiając udziału w walkach pełnokontaktowych. Być może z uwagi na ryzyko zmiany w wizerunku, jaki wypracowała dzięki legendzie klasztoru i prestiżowym, międzynarodowym pokazom.

### Znaczenie dla regionu
Współcześnie klasztor i jego legenda są istotną siłą dla lokalnej gospodarki. Rocznie klasztor odwiedza ponad milion turystów, z których wielu jest zainteresowanych pobieraniem nauk chińskich sztuk walki. Tymczasem prowincja Henan jest jedną z najbiedniejszych prowincji w Chinach. Ruch turystyczny i rzesze uczniów przybywających po nauki sztuk walki, stały się niespodziewanym i cennym źródłem utrzymania w okręgu Dengfeng. Wokół klasztoru istnieje ogromna liczba prywatnych szkół sztuk walki, tworzących swoisty lokalny „przemysł”. Wiele spośród nich posiada internaty, przyjmuje już 6-latków i prowadzi codzienny, wielogodzinny i kompleksowy trening sztuk walki, uzupełniony nauczaniem czytania, pisania, literatury i matematyki. Absolwenci takich szkół znajdują następnie zatrudnienie przede wszystkim jako instruktorzy sztuk walki, żołnierze jednostek specjalnych, najemni ochroniarze, sportowcy (w drużynie narodowej wushu), bądź pracownicy przemysłu filmowego. Przynajmniej jeden z absolwentów szkół sztuk walki w regionie Defang zrobił karierę filmową – Shi Xiaolong.

### Nadużycia legendy klasztoru
Począwszy od 1989 roku władze ChRL prowadzą kampanię mającą na celu ograniczenie nielegalnego wykorzystywania marki klasztoru przez różne podejrzane organizacje, niemniej jednak wciąż pełno jest oszustów. Wśród szkół zlokalizowanych w pobliżu klasztoru znajdują się i takie, w których instruktorzy stylizują się na mnichów, przedstawiają się jako mnisi z 32 generacji mnichów-wojowników z Shaolin (bądź podobnie) i twierdzą, że nauczają „prawdziwych” sztuk walki z Shaolin. Tymczasem w Chinach sztuki walki zostały ujednolicone przez instytucje rządowe i określenie „shaolin” jest umowną nazwą określonych ćwiczeń. Zatem cokolwiek ci instruktorzy by nie uczyli, bazuje to na tym samym programie, jaki jest przedmiotem nauczania w każdej innej szkole sztuk walki. Co gorsza, niektóre z tych szkół są ewidentną atrapą nastawioną na lokalnych i zachodnich turystów, w których instruktorzy nie zawsze są kompetentni, nie mają żadnego przeszkolenia pedagogicznego, prezentują wątpliwą postawę moralną i czerpią zyski z niewiedzy swych uczniów. W krajach zachodnich organizowane są trasy pokazów mnichów z Shaolin, a choć artyści są Chińczykami, mają ogolone głowy i stosowny ubiór, nie mają nic wspólnego z klasztorem Shaolin. Przynajmniej raz, w 2007 roku ujawniono proceder płatnego i nielegalnego szmuglowania młodych Chińczyków do Kanady, właśnie jako mnichów z Shaolin, mających realizować tamże trasę pokazową.

## Architektura klasztoru

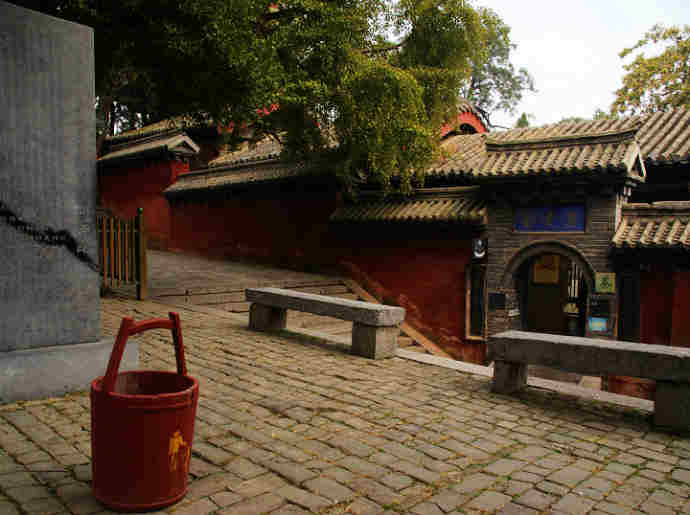
Dom Obłoków Kochającej Życzliwości

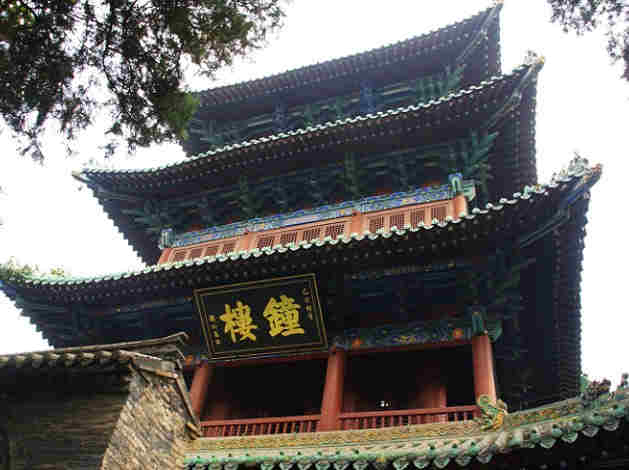
Wieża Dzwonów

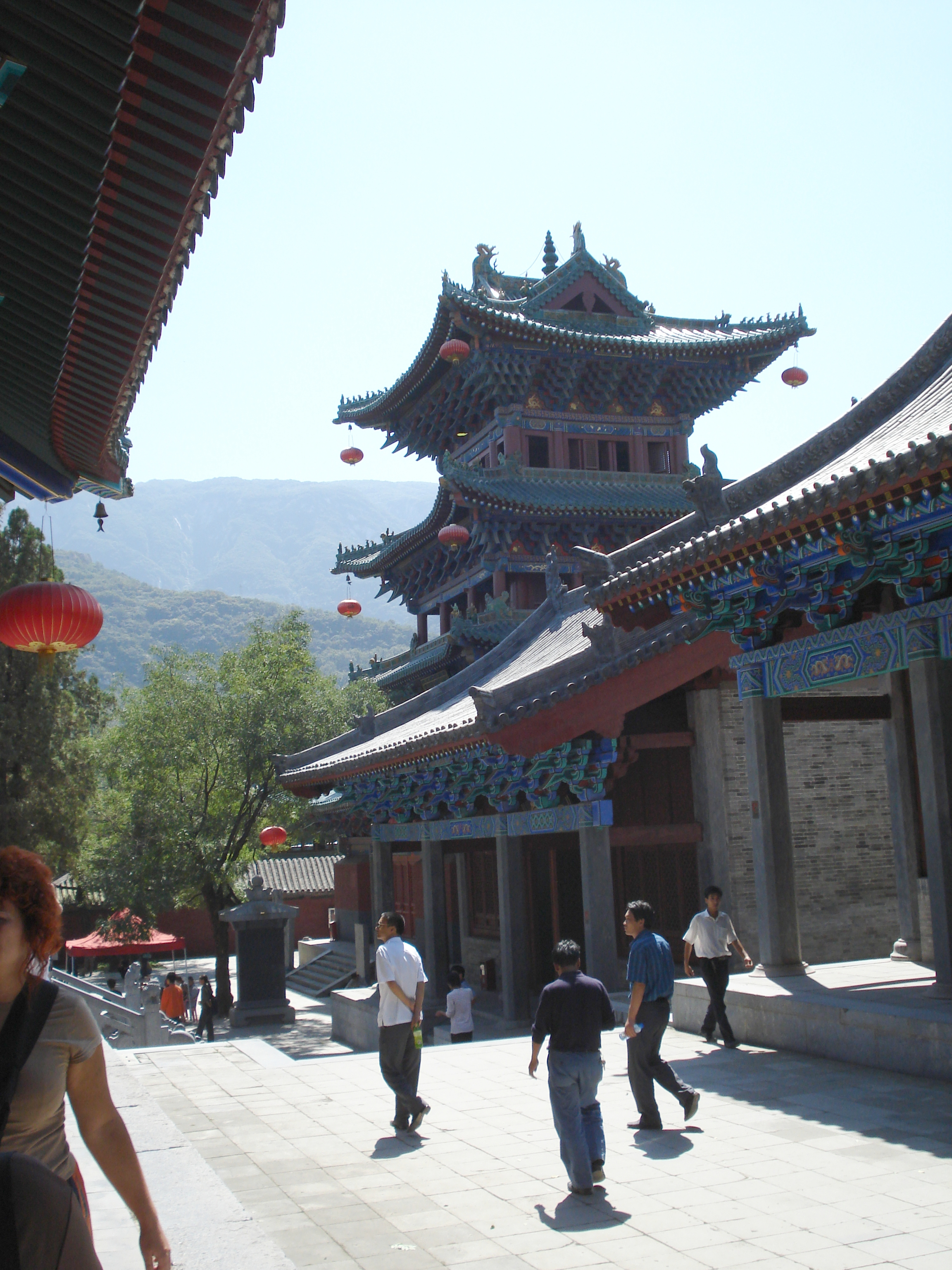
Widok na Wieżę Dzwonów

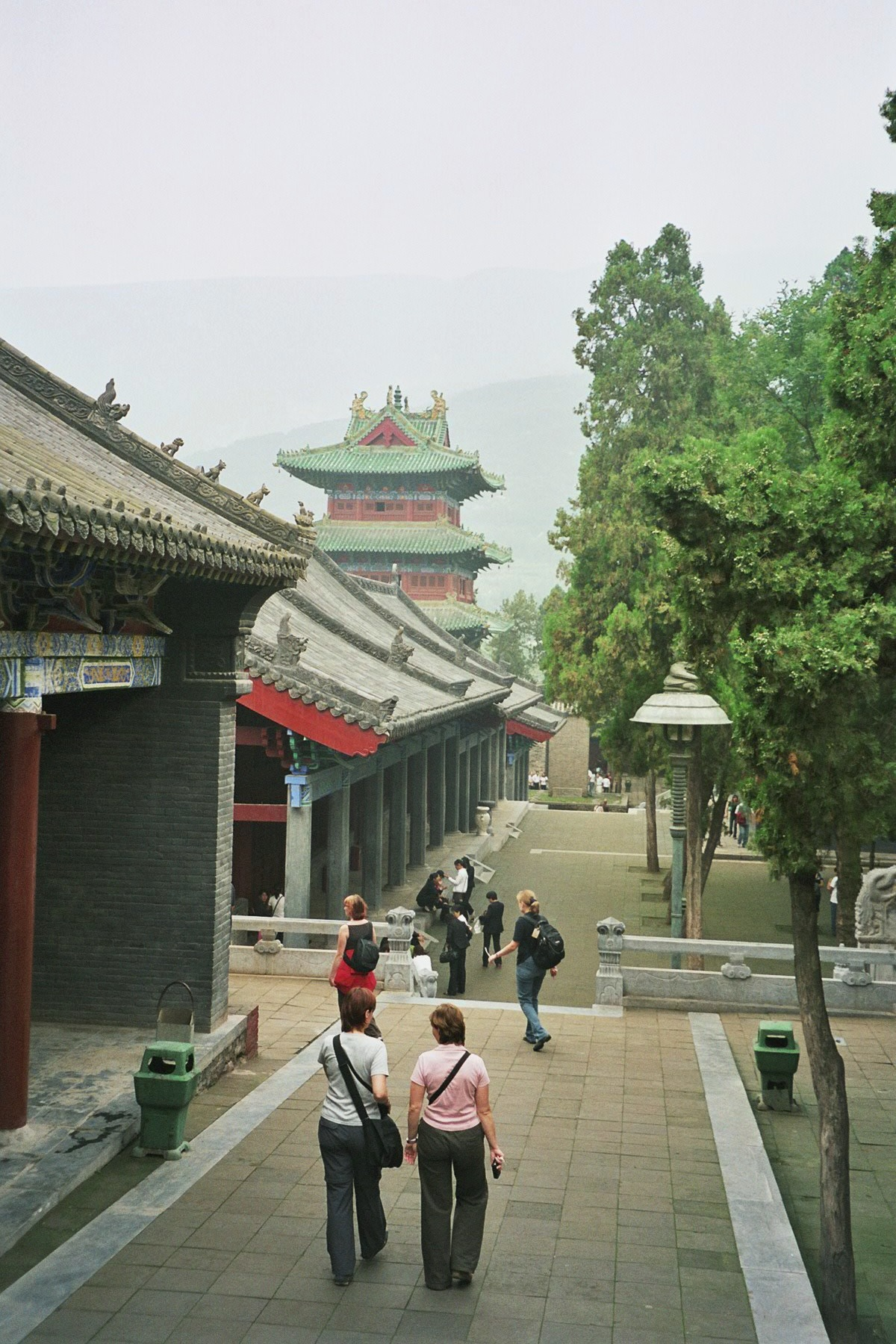
Widok na Wieżę Bębnów

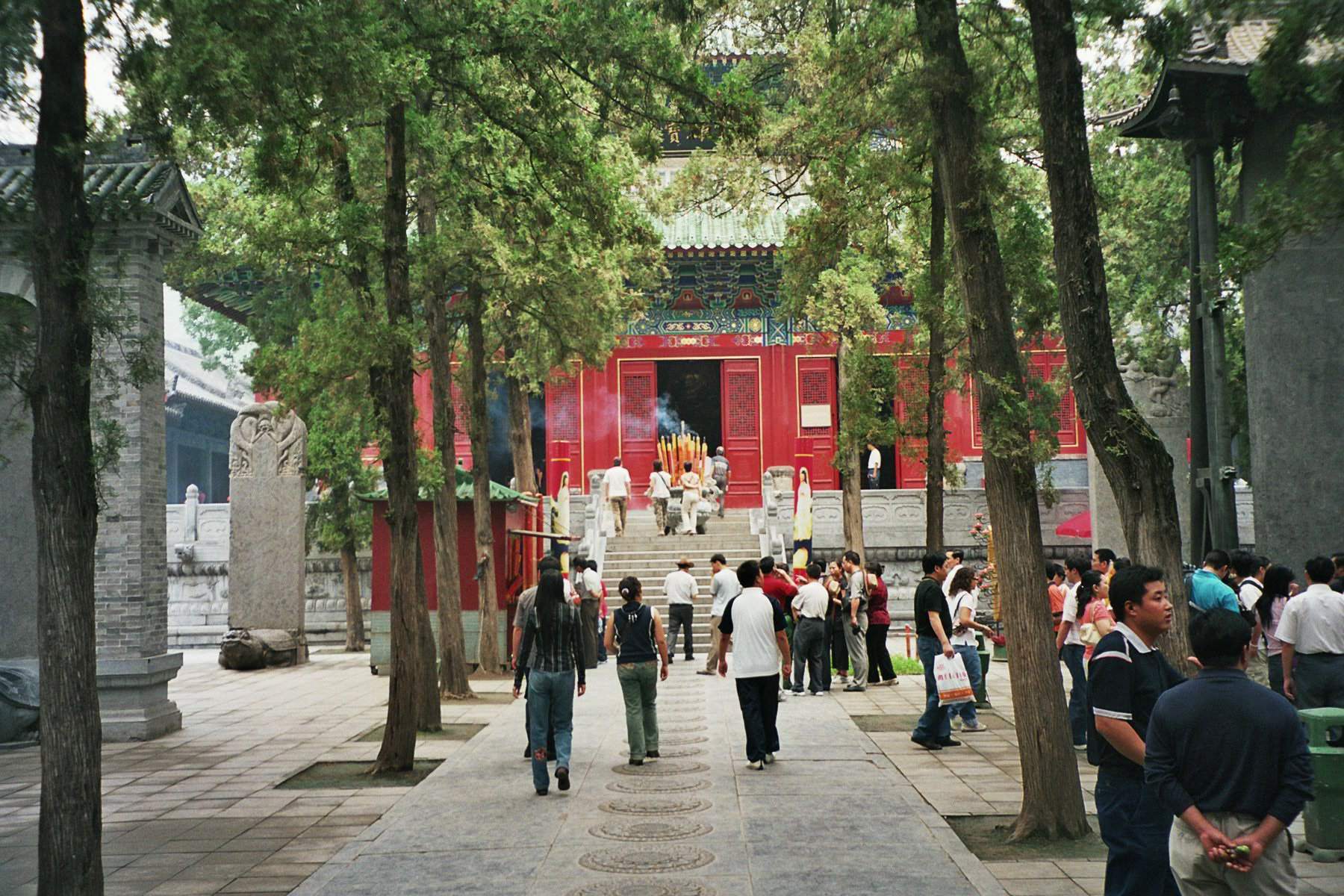
Turyści przed Świątynią Mahavira

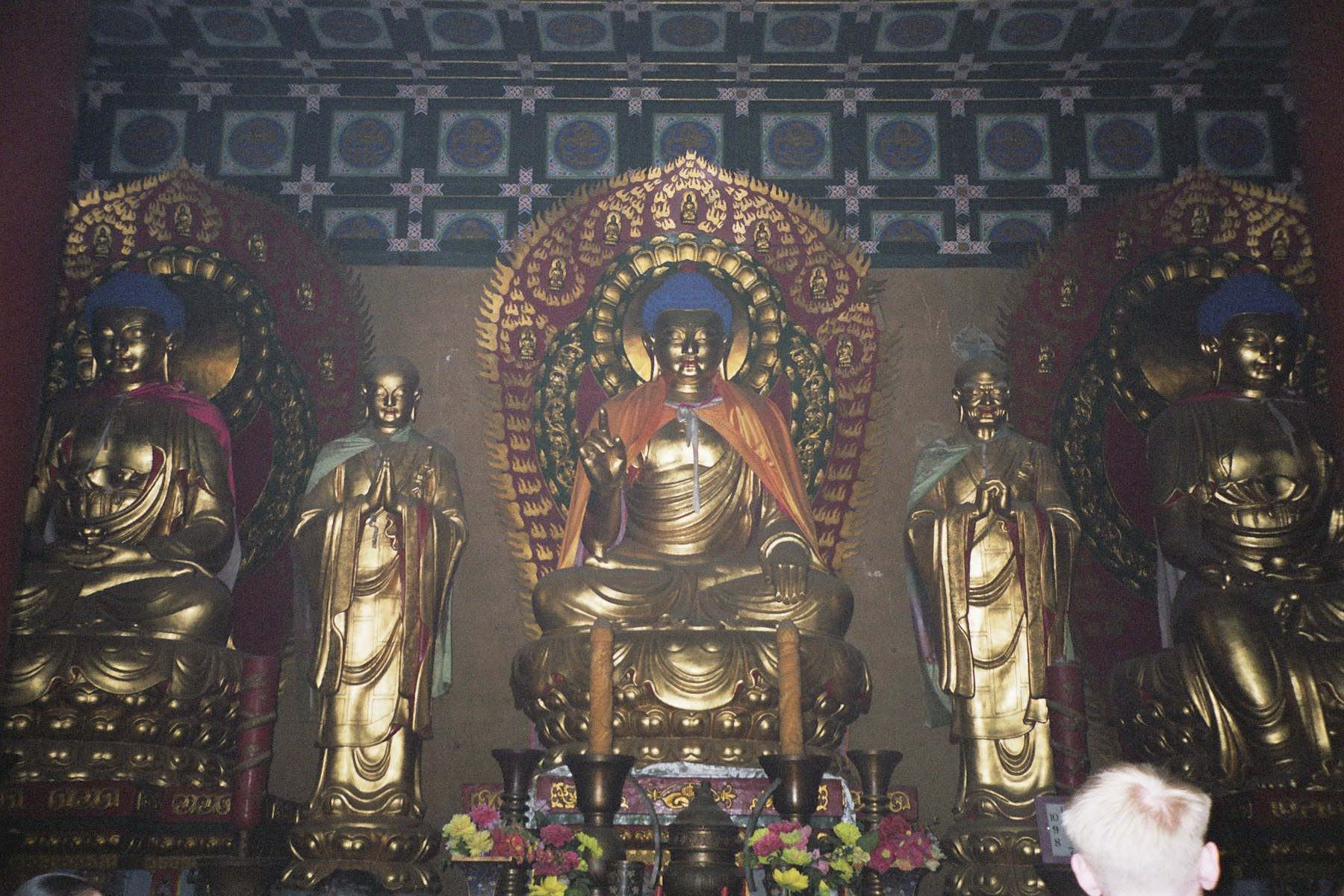
Trójca buddyjska w Świątyni Mahavira

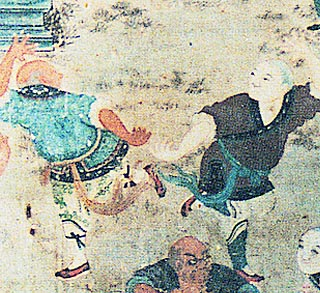
Fragment jednego z malowideł z Domu Awalokiteśwary

### Wejście do kompleksu
Wejście do klasztoru znajduje się od południowej strony, poprzez budynek nazywany
Górskimi Wrotami. Prowadzi z niego usytuowana centralnie droga do Domu Niebiańskich Królów. Dopiero po przejściu Domu Niebiańskich Królów można wejść na teren kompleksu. Droga z Górskich Wrót do Domu Niebiańskich Królów jest ograniczona od wschodu i zachodu murem tworzonym przez zabudowę sąsiadujących z nią Domów Chuipu i Obłoków Kochającej Życzliwości.

### Górskie Wrota
Budynek o nazwie Górskie Wrota (chiń.: 山门 shānmén) został wzniesiony w 1735 roku (dynastia Qing). W jego wnętrzu znajduje się „witający” posąg Buddy Maitreja.

### Dom Niebiańskich Królów
Budynek wzniesiono w czasach dynastii Yuan. Pierwotnie to on stanowił bramę główną klasztoru (Górskie Wrota) i to w nim czczono posąg Buddy Maitreja. Jednakże po wybudowaniu nowych Górskich Wrót, przeniesiono z niego posąg Buddy do nowych Wrót i nazwano go Domem (Salą) Devaraja bądź Domem Niebiańskich Królów (chiń.: 天王殿 tiānwángdiàn).

### Dom Chuipu
Ten obiekt – Dom Chuipu (chiń.: 锤谱堂 chuípǔtáng) – to dziedziniec w skrajnej południowo-zachodniej części kompleksu, otoczony niską, parterową zabudową, zamykającą dostęp do dziedzińca z zewnątrz, zajmujący powierzchnię ok. 870 m². Zabudowa otaczająca dziedziniec zawiera ekspozycję drewnianych rzeźb opisujących powstanie sztuk walki w klasztorze i bitwy toczone przez mnichów. Pośrodku dziedzińca w 2005 roku wybudowano budynek, który nazwano Domem Pradawnego Mistrza Damo (chiń.: 达摩祖师堂 Dámózǔshītáng) i umieszczono w nim posąg Bodhidharmy.

### Dom Obłoków Kochającej Życzliwości
Jest to symetryczny do Domu Chuipu dziedziniec, ulokowany w skrajnej, południowo-wschodniej części kompleksu, również otoczony niską zabudową. Jego nazwa – Dom Obłoków Kochającej Życzliwości (chiń.: 慈云堂 cíyúntáng), może być też przekładana jako Dom Chmur Miłosierdzia, bądź Współczucia. Na środku również stoi wybudowany współcześnie budynek; czczony jest w nim posąg Awalokiteśwara o tysiącu rąk i oczu.

### Wieże
W części południowej kompleksu, za Domami Chuipu, Niebiańskich Królów i Obłoków Kochającej Życzliwości, znajdują się dwie najwyższe budowle kompleksu. Po stronie zachodniej stoi Wieża Dzwonów (chiń.: 钟楼 zhōnglóu), której pierwowzór powstał w 1345 roku. Wieża wybijała godziny, dzwoniła na zbiórkę, bądź na alarm. Obecnie dzwonów używa się w klasztorze rano, wieczorem używa się bębnów.
Bębny natomiast słychać z Wieży Bębnów (chiń.: 鼓楼 gǔlóu), znajdującej się po stronie wschodniej. Pierwowzór wieży zaczęto budować w roku 1297, ukończono w roku 1300. Wieże się jednak nie zachowały i zostały zrekonstruowane współcześnie.

### Świątynia Mahavira, Trójcy Buddyjskiej
W linii centralnej, naprzeciwko Domu Niebiańskich Królów, znajduje się Pałac Wielkiej Siły (chiń.: 大雄宝殿 dàxióngbǎodiàn) – serce każdej świątyni buddyjskiej. Budynek ten nazywany jest też Świątynią Mahavira bądź Świątynią Trójcy Buddyjskiej. Jest to miejsce kultu trzech Buddów, którym towarzyszy po dwóch Bodhisattwatów: Buddy Sakyamuniego (towarzyszą mu Samantabhadra i Manjushri), Buddy Medycyny (towarzyszą mu Suryaprabha, bodhisattwa słońca i Candraprabha, bodhisattwa księżyca) oraz Buddy Amitabha (towarzyszą mu Awalokiteśwara oraz Mahasthamaprapta). Tutaj mnisi każdego ranka recytują mantry zaś wieczorem sutrę, wykonują rytuał ofiarowania żywności oraz inne elementy praktyki buddyjskiej.

### Biblioteka Świętych Pism
W linii centralnej za Świątynią Mahavira znajduje się Biblioteka Świętych Pism (chiń.: 藏经阁 zàngjīnggé), nazywana także Domem Kazań (chiń.: 法堂 fǎtáng; dosłownie: „sala Dharmy (prawa)” ale w znaczeniu „miejsce nauk buddyjskich”). W tym budynku przechowywane są klasyczne pisma buddyjskie, wygłaszane są kazania. Jeszcze na początku XX wieku znajdowały się tutaj też tradycyjne instrumenty muzyczne i przeszło 5 tysięcy bezcennych woluminów, zbieranych przez mnichów przez ponad tysiąc lat, lecz zostały one zniszczone w 1928 roku. Natomiast w 1997 roku świecki buddysta z Mjanmy (dawniej: Birma) ofiarował klasztorowi ważącą 16,5 tony i długą na 7 m rzeźbę Białego Nefrytowego Leżącego Buddy i ten Budda znajduje się teraz na ołtarzu w Bibliotece. Uzupełniono też zbiory pism.

### Domy Sutr, Gości, Medytacji i stołówka
Świątynię Mahavira oraz Bibliotekę otaczają mniejsze budynki:
- Dom Sutr (chiń.: 经堂 jīngtáng), gdzie po śniadaniu mnisi recytują pisma tradycji mahajana[37],
- Dom Gości (chiń.: 客堂 kètáng), w którym przyjmowani są goście klasztoru[38],
- Dom Diety Wegetariańskiej (chiń.: 斋堂 zhāitáng), czyli stołówka, gdzie mnisi podczas spożywania posiłków wykonują w ciszy rytuał kontemplacyjny[39],
- Dom Medytacji (chiń.: 禅堂 chántáng; dosłownie: „sala chan”), gdzie mnisi siedzą w pozycji lotosu bądź innej i kontemplują w poszukiwaniu wewnętrznej przestrzeni. Kiedyś pomieszczeń dla medytacji było więcej, lecz zostały zamienione na kuchnię i Dom Gości[40].

### Rezydencja opata i dormitoria
Za Biblioteką znajduje się Dom Opata (chiń.: 方丈室 fāngzhangshì), pełniący funkcje tak mieszkalne, jak i urzędowe oraz rezydencja byłego opata, w jakiej zamieszkuje opat po przejściu na emeryturę, otoczone ze wschodu i zachodu przez dormitoria, w których mieszkają pozostali mnisi.

### Domy Bodhidharmy i czterech Bodhisattwów
W linii centralnej, za budynkami opata, znajduje się Dom Lixue (chiń.: 立雪亭 Lìxuětíng), nazywany też Domem Pierwszego Patriarchy bądź Domem Bodhidharmy. Otoczony jest czterema domami kluczowych w buddyzmie mahajana Bodhisattwów: Manjushriego, Awalokiteśwary, Samantabhadry oraz Ksitigarbhy.
Dom Manjushriego (chiń.: 文殊殿 Wénshūdiàn) zrekonstruowano w 1983 roku po tym, jak został doszczętnie zniszczony w 1928 roku. Przechowywany jest w nim Kamień z Cieniem Medytującego Bodhidharmy (chiń. 达摩面壁影石 Dámómiànbì yǐngshí). Zgodnie z legendą, nim Bodhidharma przybył do klasztoru, wiele lat medytował w jaskini i przez ten czas jego cień zdążył utrwalić się na kamieniu.
Z kolei Dom Awalokiteśwary nosi też nazwę Pałacu Białych Malowideł (chiń. 白衣殿 Báiyìdiàn). Został zbudowany w XIX wieku (dynastii Qing) i zawdzięcza tę drugą nazwę powstałym wówczas malowidłom ściennym. Jeden obraz przedstawia ministra dynastii Qing, jak dokonuje inspekcji w klasztorze i ogląda trening mnichów w walce wręcz. Inne malowidła przedstawiają mnichów Zhanju i Zhanluo, jak nauczają innych mnichów walki bronią. Inny z kolei obraz przedstawia, jak mnisi ratują życie Li Shimina, pierwszego cesarza dynastii Tang, oczywiście za pomocą metod wojskowych, a nie religijnych.

## Historia sztuk walki w Shaolin
Po raz pierwszy tematem mnichów-wojowników i legendą Shaolin profesjonalnie zajął się Tang Hao na początku XX wieku. Współcześnie zaś temat ten poruszają w swych publikacjach Stanley Henning oraz Meir Shahar.
Na podstawie tych prac można wskazać trzy okresy historyczne:
- okres na samym początku dynastii Tang – drobna wzmianka o udziale mnichów w walkach
- okres dynastii Ming, kiedy to mnisi tworzyli milicję w służbie cesarstwa
- okres późniejszy, od XVIII wieku po wczesne lata XX, kiedy kształtowała się legenda Shaolin

### Czasy początku dynastii Tang
Głównym źródłem wiedzy na temat walczących mnichów w tym okresie są napisy widniejące na obiektach w klasztorze Shaolin. Wynika z nich, że gdzieś ok. 610 roku mnisi mieli obronić klasztor przed napadem bandytów, zaś wiosną 621 roku mieli wziąć udział w bitwie przeciwko Wang Shichongowi (王世充), generałowi upadłej wówczas dynastii Sui, który próbował zasiąść na tronie, na rzecz Li Shimina (李世民), przyszłego cesarza dynastii Tang. Po wygranej bitwie, jeden z mnichów miał porzucić klasztorny żywot i zostać generałem w armii cesarza Li, zaś cesarz miał obdarzyć klasztor licznymi przywilejami. Jednakże nie istnieją żadne dowody mogące wskazać, że wówczas w klasztorze trenowano sztuki walki. Bardziej prawdopodobnym jest, że mnisi otrzymali przeszkolenie wojskowe jeszcze nim wstąpili do klasztoru (w Chinach przeszkolenie wojskowe nie było trudne do zdobycia, zaś sztuki walki znane były już długo wcześniej), lub zostali przeszkoleni po wcieleniu ich do milicji Li Shimina (tworzenie naprędce oddziałów dla potrzeb konkretnej operacji wojskowej, wcielanie doń cywilów i ich szybkie szkolenie, było dość powszechne).

### Czasy dynastii Ming

#### Różnorodność źródeł historycznych
Od czasu przełomu dynastii Sui/Tang, na temat związku klasztoru Shaolin i sztuk walki nie pisano nic przez tysiąc lat. Wtem nagle, w XVI i XVII wieku (Dynastia Ming), na ten temat wspomina blisko 40 źródeł historycznych. Są wśród nich encyklopedie i podręczniki wojskowe, kroniki historyczne (głównie wojenne), opracowania geograficzne (gazetery), wspomnienia osób odwiedzających klasztor, epitafia, poematy i fikcyjne opowiadania. Źródła te opisują mnichów z Shaolin jako sprawnych wojowników używających włóczni, halabard, mieczy, jak też walczących wręcz, bez broni. W szczególności jednak przedstawiają mnichów jako mistrzów walki przy użyciu kija. Okazuje się też, że generałowie cesarstwa traktowali klasztor Shaolin jako centrum wojskowe, a nie religijne. Jedni nauczali mnichów sztuk walki, inni podziwiali ich umiejętności i zalecali swoim żołnierzom metody treningowe mnichów.

#### Walki mnichów z piratami
Klasztor Shaolin oddelegowywał różne ilości mnichów do udziału w różnych bitwach, głównie na wezwanie generała dynastii Qi Jiguanga. Szczególnie jednak wspomina się bitwę przeciwko japońskim piratom wokou, jaka odbyła się w lipcu 1553 roku w okolicach Wangjiahuang. Brała w niej udział milicja utworzona przez różnych „ochotników”, w tym 120 mnichów buddyjskich. Mnisi pochodzili z różnych świątyń, część z nich nie miała żadnego przeszkolenia wojskowego przed wcieleniem ich do milicji. Jednakże kroniki wojenne opisują przywódcę oddziału mnichów jako mnicha z Shaolin, który wyuczył się fachu wojennego w swoim klasztorze i posiadał nadnaturalne umiejętności bojowe. Miał też się tym przechwalać i wywoływać bójki w swoim oddziale, w celu „sprawdzenia się”. Główna bitwa miała miejsce 21 lipca, siły Chin pokonały piratów i ruszyły w 10 dniowy pościg za niedobitkami. Tamże mnisi okazali się bezwzględni, mordowali wszystkich, łącznie z bezbronną żoną jednego z piratów, co szczegółowo uwzględniono w kronikach.

#### Recenzje umiejętności mnichów
Wśród interesujących źródeł wiedzy o mnichach-wojownikach znajdują się też recenzje umiejętności mnichów w walce wystawione przez współczesnych im świeckich mistrzów sztuk walki. Nie są one jednak w pełni spójne.
- W 1562 roku, generał Qi Jiguang w swojej pracy „Nowa księga o skutecznej dyscyplinie” (紀效新書 Jìxiào xīnshū) opisał techniki walki kijem mnichów z Shaolin jako najlepsze, jakie miał kiedykolwiek poznać i zalecał je w szkoleniu żołnierzy.
- W 1577 roku generał Yu Dayou (1503-1579) – mistrz walki kijem – napisał, że wiedziony sławą mnichów Shaolin w walce kijem, odwiedził ich klasztor ok. 1560 roku i srogo się rozczarował. Doszedł do wniosku, że najwyraźniej zatracili oni swe legendarne umiejętności i zabrał dwóch z nich, aby odtąd mieszkali z jego żołnierzami i uczyli się prawdziwych sztuk walki. Po paru latach jeden z nich miał wrócić do klasztoru, nauczać pozostałych mnichów i twierdzić, że odtąd styl walki generała Yu w walce będzie utrwalony w pokoleniach przyszłych mnichów po wsze czasy.
- Następnie, w 1610 roku Cheng Zongyou (程宗猷), wydał książkę poświęconą sztuce walki kijem przy użyciu techniki, jakiej nauczyć się miał w klasztorze Shaolin (少林棍法闡宗 Shàolín gùnfǎ zōng). Pisał, że przybył do klasztoru jako miłośnik sztuk walki (nie był żołnierzem ani najemnikiem) i przez 10 lat pobierał nauki. Szczegółowo opisał techniki walki kijem, w tym wiele pozycji bojowych oraz kilka ćwiczeń formalnych, polegających na płynnym przechodzeniu z jednej pozycji do drugiej w określonej kolejności. O umiejętnościach mnichów wyrażał się w samych superlatywach. Zasadniczo styl walki, jaki opisał diametralnie różni się od tego, który generał Yu przedstawiał w swoich podręcznikach.
- Natomiast w roku 1678 pojawił się inny podręcznik sztuk walki autorstwa mistrza walki włócznią. On jednak krytycznie wyrażał się o umiejętnościach mnichów. Pisał, że mnisi z Shaolin umieją posługiwać się tylko kijem i zupełnie nie rozumieją włóczni, próbując walczyć nią jak kijem. Styl walki kijem mnichów opisał jako „Przechwycenie Pięciu Tygrysów”, „cios w górę, cios w dół, cios w górę, cios w dół”. Opisany przez niego styl walki, jaki miał charakteryzować mnichów z Shaolin, jest zaskakująco podobny do stylu generała Yu.

## Legenda o stworzeniu sztuk walki

### Treść legendy
Legenda głosi, że Bodhidharma przybywszy do klasztoru stwierdził, iż miejscowi mnisi są senni i chorowici, dlatego też wprowadził obowiązkową i codzienną gimnastykę, opartą po części na indyjskim tańcu wojennym imitującym ruchy wojowników w trakcie walki, po części na ćwiczeniach indyjskiej jogi. Następnie z tej właśnie gimnastyki mnisi rozwinęli całe bogactwo chińskich sztuk walki. Istnienie zaś różnorodnych stylów walki legenda tłumaczy tym, że pewnego razu klasztor został spalony przez wojska którejś z okupacyjnej dynastii i z pogromu uratowało się kilku mnichów, którzy uciekli w różne rejony Chin i tamże mieli nowych uczniów.
Legenda ta jest bardzo popularna i powielana na niezliczonych stronach internetowych, w książkach i filmach. Posiada wiele fantastycznych wariantów. Jednakże w swej podstawowej postaci stwierdza, że zewnętrzne sztuki walki, w których pokonanie przeciwnika odbywa się dzięki własnej sile uderzeń i kopnięć, zostały stworzone w buddyjskim klasztorze Shaolin, podczas gdy wewnętrzne sztuki walki, w których pokonanie przeciwnika polega na obróceniu przeciw niemu jego własnej energii ataku przy minimalnym udziale własnej siły, zostały stworzone w taoistycznym klasztorze na górze Wudang przez mitycznego Zhanga Sanfenga. Z mitami tymi po raz pierwszy rozprawił się Tang Hao w opublikowanej w pierwszej połowie XX wieku pracy „Shaolin Wudang kao” – „Badania nad Shaolin i Wudang”.

### Rozwój legendy według Stanleya Henninga
O tym, że legenda nie mówi prawdy, stwierdzają jedne z najstarszych tekstów języka chińskiego, które w sposób bezsprzeczny wskazują, że sztuki walki były dobrze znane w Chinach na długo zanim pojawił się tam buddyzm. Współczesny badacz historii chińskich sztuk walki Stanley Henning wyraża przypuszczenie, że przypisywanie klasztorowi Shaolin roli źródła sztuk walki i powoływanie się w ich nauczaniu na „mnicha z Shaolin”, było na rękę tajnym organizacjom działającym przeciwko obcej, mandżurskiej dynastii Qing w XVIII i szczególnie XIX wieku. Bazując na źródłach pisanych, rozwój tej legendy Henning przedstawia następująco. Idea, jakoby klasztor Shaolin był miejscem narodzin sztuki walki, została po raz pierwszy wyrażona w 1784 roku w podręczniku sztuk walki napisanym przez Zhang Kongzhao. Nigdy też nie wiązano Bodhidharmy ze sztukami walki wcześniej, jak w XX wieku. Po raz pierwszy Bodhidharma w tej roli pojawił się w popularnej noweli Liu E „Podróże Lao Cana” (老残游记 Lǎo Cán Yóujì), która ukazywała się w latach 1904-1907 w ilustrowanym czasopiśmie. Następnie mit z Bodhidharmą w roli głównej pojawił się w książce „Metody szkoleniowe Shaolin” (bądź „Ilustrowane wyjaśnienie metod walki Shaolin”) wydanej w 1910 i ponownie, w nieco zmienionej wersji, w roku 1915 pod tytułem „Tajemnice boksu Shaolin”. Książka ta była tak popularna, że szybko doczekała się aż 30 wydań. Autor książki nie był wymieniony z nazwiska, zaś jej treść utrzymana była w tonie spiskowym, wymierzonym przeciwko dynastii mandżurskiej, która w tym okresie upadła. Co więcej, w książce tej pełno było japońskiej terminologii, np. 柔術 róushù, czyli jūjutsu. Chociaż już Tang Hao wykazał, że książka ta nie zawiera ani szczypty prawdy historycznej, jej popularność sprawiła, że zachodni autorzy często ją przytaczali jako autentyczne źródło wiedzy o chińskich sztukach walki.